# Rubens Bertogliati
Rubens Bertogliati (Lugano, 9 de maig de 1979) és un ciclista suís, ja retirat, que fou professional del 2000 al 2012.
Especialista en la contrarellotge individual, en el seu palmarès destaquen dos campionats nacionals en contrarellotge, el 2009 i 2010, i una etapa al Tour de França de 2002. En aquesta mateixa edició portà el mallot groc durant dues etapes.
El 2004 va prendre part als Jocs Olímpics d'Estiu d'Atenes, on va disputar dues proves del programa de ciclisme.

## Palmarès
- 1996
  - 1r al Giro de Toscana junior
  - 1r al Tour al País de Vaud
- 1997
  - 1r al Giro de Toscana junior
- 2002
  - 1r al Gran Premi Chiasso
  - Vencedor d'una etapa del Tour de França
- 2009
  -  Campió de Suïssa contrarellotge
- 2010
  -  Campió de Suïssa contrarellotge

### Resultats al Tour de França
- 2001. 140è de la classificació general
- 2002. 138è de la classificació general. Vencedor d'una etapa.  Porta el mallot groc durant 2 etapes
- 2005. 92è de la classificació general
- 2008. Retirat de la cursa amb tot l'equip Saunier Duval-Prodir (12a etapa)

### Resultats al Giro d'Itàlia
- 2004. 52è de la classificació general
- 2007. Abandona (15a etapa)
- 2009. 68è de la classificació general
- 2010. 66è de la classificació general

### Resultats a la Volta a Espanya
- 2003. 154è de la classificació general